# Obana acidalia
Obana acidalia là một loài bướm đêm trong họ Noctuidae.